# Programa Conectividade
Inspirado na evolução tecnológica, o Programa Conectividade usa novas tecnologias educacionais a fim de aprimorar o ensino e a aprendizagem na Escola Sesi Rio e nos Cursos do SENAI Rio. Com esse objetivo de incrementar o processo pedagógico, o programa considera infraestrutura, formação de professores, produção de conteúdo digital e pesquisa de novas tecnologias.

## História
O Programa Conectividade foi criado em 2010 e, desde então, se dedica a prover os meios necessários para que professores, equipe técnico-pedagógica e alunos da educação básica e profissional do SESI Rio e SENAI Rio contem com as condições necessárias para usar as novas tecnologias educacionais na sala de aula e até fora dela - na época (e mesmo hoje), tal prática é pouco comum entre alunos e professores. Para suprir tal necessidade, o programa tem atuado em quatro vertentes:

### Provisão de infraestrutura
Providencia acesso às novas tecnologias de informação, comunicação e expressão para as escolas SESI Rio e/ou unidades SENAI Rio. Exemplos:
- Rede: implantação da Rede Educacional sem fio de alta velocidade;
- Recursos didáticos: disponibilização de recursos didáticos interativos, que são ferramentas criadas em parceria com o Centro de Tecnologia Senai Automação e Simulação, do Rio de Janeiro (como simuladores de realidade virtual, caneta interativa e mesa touch);
- Kit Conectividade: distribuição do kit para as unidades. Ele inclui:

1. Lousa digital: substitui o antigo quadro negro (usa-se giz) e o quadro branco (usa-se caneta). Ela é sensível ao toque e pode ser conectada a um computador e um projetor. Dentre as funcionalidades que oferece, estão efeitos especiais, aplicativos (gráficos, calculadora e compasso), desenhos, edição de textos e acesso a fotos, vídeos e áudio. A lousa digital permite, ainda, o envio de links e textos para grupos de alunos, sendo que cada aluno pode acompanhar as ações por notebook individual;
2. Notebooks: para serem usados por todos os professores durante as aulas;
3. Unidade Móvel de Aprendizagem (UMA): composta de projetor multimídia, óculos 3D e notebooks para uso dos alunos.

### Formação dos profissionais de educação
Consiste em ações para a fixação de conteúdo, reflexão, experimentação e colaboração. As principais atividades desenvolvidas para estimular a formação profissional – com foco em tecnologias e educação – são:
- Seminário Conecta: encontro periódico que se propõe a debater, refletir e experimentar tecnologias educacionais por meio de palestras, conferências e oficinas. Seu público-alvo é formado por profissionais de educação, alunos e formadores de opinião. Edições:
  - Conecta 2011: seu tema principal foi a disseminação da tecnologia na promoção de profundas e aceleradas modificações no papel do professor;
  - Conecta 2012: privilegiou a discussão sobre o protagonismo do professor no processo educacional, em especial por meio da exposição “Educação: uma revolução silenciosa”;
  - Conecta 2013: procurou debater a forma com que os games podem contribuir para a educação de crianças e jovens e contou com palestra do fundador do Atari, Nolan Bushnell, para quem “o videogame coloca o aluno num fluxo de felicidade e satisfação, e este momento é o melhor para se aprender”.[2]
- Oficinas: são semelhantes às do Seminário Conecta, só que em vez de acontecerem numa data específica, são realizadas várias vezes ao longo do ano. Elas também são dirigidas à formação continuada dos profissionais de educação;
- Ambiente Virtual de Aprendizagem: o AVA é uma espécie de repositório de objetos de aprendizagem, uma plataforma que permite acesso a cursos à distância;
- Especialização: cada escola Sesi Rio e unidade Senai Rio escolhe um profissional que melhor se encaixe num perfil definido. A proposta é torná-lo referência no tema para que ajude, localmente, a equipe pedagógica na disseminação do uso das tecnologias educacionais. Para tanto, foi firmada parceria com a PUC-Rio, que oferece o curso de especialização chamado "Tecnologias em Educação". O Trabalho de Conclusão de Curso (TCC) consiste num Projeto de Ação Inovadora.

### Estímulo à autoria e produção de conteúdo digital
Tanto a produção de conteúdo quanto a disponibilização de ferramentas digitais para uso nas aulas contribuem para a construção do conhecimento. Algumas dessas iniciativas são:
- Sesi/Senaipédia: é uma plataforma para produção e aprendizagem colaborativa, um repositório que abriga ferramentas para serem usadas em sala de aula. Esse material inclui vídeos, animações, imagens, games, áudios e materiais de realidade aumentada, dentre outros recursos. Dessa forma, professores, técnicos, pedagogos, especialistas e analistas de educação podem recuperar, reutilizar e compartilhar conteúdos para a construção de recursos didáticos ou para o desenvolvimento de aulas. Quem acessa o sistema, pode pesquisar objetos de quatro maneiras, por:

1. Nível de ensino;
2. Tipo de recurso;
3. Tema;
4. Palavra-chave.

E quem deseja interagir nesse ambiente virtual, também tem quatro opções:
1. Postar comentários;
2. Votar nos objetos publicados;
3. Enviar mensagem para o autor sugerindo melhorias;
4. Enviar mensagem para o administrador pelo Fale Conosco.

- Games de matemática: por meio do programa Sesi Matemática, iniciado em 2012 no Sesi e em 2013 no Senai e em escolas públicas do estado do Rio de Janeiro, alunos e professores têm acesso a jogos educativos, criados em parceria com a empresa inglesa Mangahigh. Ela criou um dos primeiros sites do mundo que oferecem “conteúdo didático através de jogos (...), numa perfeita correlação entre o lúdico e a aprendizagem”.[3] Com uma metodologia dinâmica e lúdica, espera-se uma melhora no desempenho acadêmico dos estudantes.

### Prospecção de novas tecnologias
Com essa vertente, a equipe do Programa Conectividade pesquisa as tendências tecnológicas no campo da educação ao participar de seminários, feiras, congressos e eventos internacionais. Às vezes, também encomenda estudos e pesquisas. É o caso da pesquisa realizada pelo New Media Consortium para conhecer as tecnologias educacionais em nível mundial e, assim, direcionar os investimentos em novas ferramentas no Brasil. Tudo isso consta no estudo “As perspectivas tecnológicas para o ensino fundamental e médio brasileiro de 2012 a 2017: uma análise regional do NMC Horizon Project”.